# Municipio de Plainfield (condado de Iosco)
El municipio de Plainfield (en inglés: Plainfield Township) es un municipio ubicado en el condado de Iosco en el estado estadounidense de Míchigan. En el año 2010 tenía una población de 3799 habitantes y una densidad poblacional de 13,64 personas por km².

## Geografía
El municipio de Plainfield se encuentra ubicado en las coordenadas 44°25′23″N 83°46′24″O / 44.42306, -83.77333. Según la Oficina del Censo de los Estados Unidos, el municipio tiene una superficie total de 278.44 km², de la cual 268,66 km² corresponden a tierra firme y (3,51 %) 9,77 km² es agua.

## Demografía
Según el censo de 2010, había 3799 personas residiendo en el municipio de Plainfield. La densidad de población era de 13,64 hab./km². De los 3799 habitantes, el municipio de Plainfield estaba compuesto por el 97,39 % blancos, el 0,61 % eran afroamericanos, el 0,61 % eran amerindios, el 0,08 % eran asiáticos, el 0,16 % eran de otras razas y el 1,16 % eran de una mezcla de razas. Del total de la población el 0,84 % eran hispanos o latinos de cualquier raza.